# Qi Yang
Qi Yang (* 1952 in Wuhu, VR China) ist ein chinesischer Maler. Im Alter von acht Jahren unterwies ihn sein Vater Yang Shaowan, ein Maler und Professor, in Malerei und Kalligraphie. Seine Mutter Anne Schan wurde 1929 in Frankfurt a. M. geboren, wo Qi Yangs Großeltern an der Goethe-Universität in Frankfurt in Medizin promoviert hatten. Während der Kulturrevolution sammelte er Erfahrungen von Umerziehung und Landarbeit, die ihn und seine Arbeit beeinflussten.

## Leben
1978 nahm Qi Yang das Studium in Kunst und Anglistik an der Normal University Anhui auf und beschäftigte sich parallel dazu mit Zen-Malerei und Kunsttheorie. Als Dozent an der Kunstakademie in Shanghai sammelte Yang 1986 erste Erfahrungen im kunstpädagogischen Bereich.
Im Rahmen eines Austauschprogramms mit der Hochschule der Bildenden Künste in Berlin kam Qi Yang 1987 nach Deutschland. Er blieb und betätigte sich fortan als freischaffender Künstler und Kunstdozent in Köln und Heidelberg, wo er 1996 promoviert wurde.
1999 erhielt er eine Professur im Fach „Freie Kunst“ der Staatlichen Kunstakademie der Universität Anhui, VR. China. Parallel dazu begann er als Dozent am IBKK (Institut für Ausbildung in bildender Kunst und Kunsttherapie Bochum). Hier betreut er seither die Meisterklassen sowie die höheren Semester des Fachbereichs Malerei und Grafik und lehrt „Freien Malerei“ und „Informellen Malerei“.
Von 2003 bis 2005 wirkte er als Lehrbeauftragter Professor für Ungegenständliche Malerei an der Bergischen Universität Wuppertal, ebenfalls 2003 erhielt er eine Gastprofessur an der staatlichen Kunstakademie Xi’an. Dort gründete er die neue Fachrichtung Material-Kunst.
Mit der Teilnahme an der 2. und 7. Internationalen Peking Biennale fand sein Werk weltweite Aufmerksamkeit.
Seit 2005 ist Yang Mitglied im Beirat der gemeinnützigen Stiftung Identity Foundation.
Seit 2004 ist Qi Yang Teilnehmer und Kurator vieler Projekte. So zum Beispiel als Kunstberater für UNESCO-Kunstprojekte oder dem „Long-life Learning“-Projekt der Europäischen Union in Luxemburg 2012. Bei der 9. Shanghai Biennale 2012 gestaltete er als Künstler und 2. Kurator den Düsseldorfer Pavillon mit.
2013 wurden seine Werke in der Ausstellung „Neo-Expressionism“ im Zhan Zhou International Art Museum in Peking gezeigt. 2014 nahm er als Co-Kurator und Künstler für die Ausstellung „Deutsche Neo-expressionistische Malerei und Abstrakte Figuration“ im China Art Museum in Shanghai teil. Weiterhin war er zwischen 1999 und 2018 auf Kunstmessen wie z. B. Art Basel, Art Basel Hongkong und West Bank Shanghai vertreten. Der Künstler lebt seit 1998 mit seiner Familie in Düsseldorf.

## Ausstellungen

### Einzelausstellungen (Auswahl)
Qi Yangs Werke wurden seit 1989 in über 50 Einzelausstellungen in China, Deutschland, der Schweiz, England und den Niederlanden präsentiert. Hier eine Auswahl:
- 1990: Berkeley Square Gallery, London
- 1991: Deutsch-Amerikanisches Institute, Heidelberg
- 1994: Galerie International SAP, Walldorf
- 1999: Galerie Beethoven Straße, Düsseldorf
- 1999: Galerie Baal und Kunstverein Bielefeld
- 2000: „Bilder und Arbeiten auf Xuanpapier“, Galerie Pudelko Bonn
- 2000: „Der Wind ist namenlos“, Nanjing Museum, Nanjing, VR China
- 2001: „Qi Yang - Mark Tobey / Dialog der Weltkunst“, Museum Villa Rot, bei Ulm
- 2001: Malerei und Installation, Witten–Universität
- 2002: „Cultural Identity?“, Ludwig Museum, Koblenz
- 2003: „Stein Raum Zeit“, Rhein-Sieg Kunstverein, Siegburg
- 2003: „Schwarz-Weiß-Impression“, Kunstverein Oberhausen
- 2003: "Schwarz und Weiß", Malerei und Installation, Kunstverein Oberhausen
- 2004: „Über das Nichts hinaus…“, Rheinisches Landes Museum, Bonn
- 2004: „Qi Yang – Bild, Installation und Video“, Bethe-Stiftung, Wuppertal
- 2005: „Verdi oder Peking Oper“, Galerie Hai Shang Shan, Shanghai
- 2005: “Aus dem Nichts heraus”, Installation, Insel Hombroich
- 2005: “Beyond the Heaven”, National Art Museum of China, Peking
- 2006: „Beyond the Heaven“, Von der Heydt Museum, Wuppertal
- 2006: „Beyond the Heaven“, Nord-West-Museum, Xi´an
- 2006: "Qi Yang – Kulturprozess", Kulturforum Bentlage Rheine, Deutschland
- 2006: "Contemporary Play or something else”, Galerie Ruhnke, Potsdam, Deutschland
- 2008: „Someone, sometime and somewhere“, Cube Museum, Peking
- 2008: „So nah, so fern“, Galerie Reitz, Köln
- 2009: Qi Yang, Central (mit Kunsthalle und Galerie Ringel), Düsseldorf
- 2010: „Begegnung“, Stadtgalerie Neuenrade, Neuenrade
- 2010: „Prozession“, Kunstverein Oberhausen, Oberhausen
- 2010: „Mythos Arbeit“, Galerie Art Fabrik der Bethe–Stiftung, Wuppertal
- 2010: „Im Westen liegt der Osten“, Schloss Morsbroich Kunstverein Leverkusen
- 2011: Qi Yang-Malerei und Objekt, KIS, Bad Honnef
- 2012: „Das Jahr des Drachen – Der Mensch des Drachen“, Ludwig Galerie Schloss Oberhausen / mit Kunstverein Oberhausen
- 2012: „Qi Yang – Moderne Tusche“, Kunstverein Hattingen, Hattingen
- 2013: „Qi Yang trifft Goethe trifft Konfuzius“, Galerie der Stadtbücherei in Frankfurt
- 2013: „Qi Yang – Heimat“, Duolun Museum of Modern Art Shanghai
- 2014: „Qi Yang Malerei, Zeichnung, Skulptur“, Galerie Biesenbach, Köln
- 2015: “Qi Yang / Identity – from me to myself”, ARTtium, The Ministry of the Interior and Kingdom Relations & The Ministry of Security and Justice, Den Haag, Holland
- 2016: Qi Yang – Malerei und Skulptur, Galerie Biesenbach Köln, Deutschland
- 2016: „The both are glorious“, Shengzhi Art Space, Beijing
- 2017–18: “Qi Yang – A Profound Life”,Alisan Fine Art, Hong Kong
- 2020: Here´s There – Painting and Installation, Chun Art Museum, Shanghai

### Gruppenausstellungen (Auswahl)
- 1989: Galerie Lommel (mit Wang Keping, Xu Jiang, Liang Yin), Leverkusen
- 1992: Nationalmuseum Jihlava, CSFR
- 1992: Galerie Junger Künstler, Prag
- 1993: Museum Simferopol, Ukraine
- 1995: Deutsches Hygiene-Museum, Dresden
- 1995: Internationale Tuschmalerei, China Academy of Fine Arts, Hangzhou, China
- 1996: Oberösterreichisches Museum, Linz, Österreich
- 1996: "De Huld van De Witte Dame", Arctic Foundation, Philipps, Eindhoven
- 1997: „Gleiche Zeit“, Schlossmuseum, Heidelberg
- 1999: Museum Villa Rot, Burgrieden-Rot-Ulm
- 2000: Galerie Michael Schliepper, Hagen
- 2000: Große Ausstellung NRW, Düsseldorf
- 2002: "Zero", Galerie Hai Shang Shan, Shanghai, China
- 2002: Shanghai International Environment Art & Sculpture Exhibition, Shanghai
- 2002: Große Ausstellung NRW, Kunstpalast Düsseldorf
- 2003: "Four Positions", Galerie Andersen, Zürich
- 2003: "Painting, Painting, Painting", Shanghai-Art-Gallery, Shanghai, China
- 2004: „Declaration“, u. a. mit G. Richter,. G. Baselitz, A. Kiefer, J. Immendorff, S. Polke, Penck, N. Paik, A. Rainer, P. Soulages, G. Uecker, A. Tapies, D. Richter,  u.s. im National Museum of Modern Art Seoul, Korea
- 2005: Teilnahme an der 2. Peking Internationalen Biennale, Peking
- 2008: “Fine Arts of Olympic”, Zentrale Kunstakademie, Beijing, China
- 2008: “Rhein - Gelber Fluss”, Deutsches Wissenschaftszentrum, Bonn
- 2008: “International Paper Art”, Art Gallery of World Journal, New York, USA
- 2009: "Drei Deutsche ohne Kontrabass”, Cube Museum Peking, China
- 2010: „Hortus Medicus“, Kunstverein Salzdetfurth e. V., Bodenburg
- 2010: Video Art, Art Verona, Italien
- 2010: „Blumen und Chaos“, Video Box, Mailand, Italien
- 2010: „Paper Art“, Köln
- 2010: 5. Beijing Biennale, Beijing
- 2010: 9. Shanghai Biennale, Düsseldorf Pavillon, Shanghai, China
- 2014: „Neo-Expressionismus und Abstrakte Figuration“, mit G. Richter, G. Baselitz, A. Kiefer, J. Immendorff, Sigmar Polke, u.s. China Art Museum, Shanghai
- 2015: Art Basel in Hongkong, Alisan Fine Art, Hongkong
- 2015: „Neue Meisterwerke – Malerei und Skulptur“, Jinmen Gallery, Shanghai
- 2016: Andere Ceramic, 2016 Wanqi Art Center, Dehua, Fujian
- 2017: Dialoge, Liu Haishu Art Museum Shanghai, Ludwig Museum Koblenz
- 2017: „East meets West“, Asia Art Week, London Design Center
- 2018: „Stones from another mountains“, Liaohe Art Museum, Panjin, China[4]

## Kunstprojekte
- “Der Wind ist namenlos” Nanjing Museum 2000, Museum Villa Rot bei Ulm 2001, Kunstverein Oberhausen 2003, Kunstverein Krefeld 2004. Förderung durch Kunststiftung NRW Nordrhein-Westfalen, BASF Asia-International, Stiftung und Museum Villa Rot, Ulm in Deutschland
- “Beyond the Heaven” National Art Museum Peking 2005, Von der Heydt Museum, Wuppertal und Ludwig Museum Koblenz 2006. Förderung durch Kunststiftung NRW Nordrhein-Westfalen, Ludwig Stiftung, Identity Foundation Düsseldorf, Brennscheidt–Stiftung Wuppertal, Arts International Düsseldorf und Foundation for Culture and Art of City Beijing
- „Kulturprozess“ Kulturforum Rheine, 2006; Stadtmuseum Ratingen und Siegerland Museum Siegen, 2007. Finanzielle Unterstützung durch Minister Präsident Nordrhein-Westfalen, Kultur Sekretariat NRW Gütersloh und Volksbank Nordmünsterland eG.[3]

## Werke in öffentlichen Sammlungen
- British Museum, London; Stadt Heidelberg; Kunsthistorisches Institut der Universität Heidelberg;
- Deutsch-Amerikanisches Institut Heidelberg; Ethno-Expo/Ethnologische Ausstellungen, Zürich;
- Internationale Kunstsammlung SAP; Kunststiftung des Museums Villa Rot; China Akademie für Bildende Kunst, Hangzhou; Akademie der Künste, Universität Anhui; Kunstsammlung der Bank Cial, Zürich; Bayer AG/Leverkusen, Ministerpräsidium Tübingen; Museum Zhu Jizhan, Shanghai; Kunststiftung La Roche, Basel; Bethe–Stiftung, Wuppertal

## Auszeichnungen
- 1990–1993: Stipendium der Heinrich-Böll-Stiftung
- 1992: Mainzer Kunstpreis
- 2000 und 2005: Fördermittel der Ausstellung der Stiftung Kultur und Kunst NRW; Fördermittel der Ausstellung von BASF International Hongkong und YPC Nanjing
- 2004: Förderatelier durch Bethe–Stiftung Wuppertal; Fördermittel der Ausstellung der Stiftung Brennscheidt Wuppertal; Fördermittel der Ausstellung der Identity Foundation Düsseldorf
- 2012: Förderpreise für 9. Shanghai Biennale, Düsseldorf Pavillon (Katalog) von Ifa Stuttgart, Kultursekretär NRW und Time Art Museum Peking
- 2019: Auszeichnung und Fördermittel der Internationalen Künstlerresidenz für das Projekt Art Valley ICCI (Broschüre/Fotos/Video) mit Gruppenausstellung im Chun Art Museum 2019 Shanghai
- 2020: für den `Wolfgang Hahn Preis´ des Ludwig Museums in Köln nominiert

## Veröffentlichungen
- Qi Yang - Malerei, Roger Göpper, Hans Günter Golinski, Xu Huping, Kerber, 1999, ISBN 3-933040-38-8, 135 Seiten.
- Beyond the Heaven, Qi Yang, Sabine Fehlemann, Beate Reifenscheid, Kerber, 2005, ISBN 3-938025-14-X, 159 Seiten.

Das Buch zeigt die gesamten Arbeiten in der Disziplin bildender Kunst von Malerei, Objekt, Rauminstallation, Fotografie und Video Qi Yangs. Alle in den letzten vier Jahren in Deutschland und China entstandenen Werke stellen seine neue Ansicht der Gegenwartskunst des 21. Jahrhunderts dar.
- Yang Qi – A profound Life, Beate Reifenscheid, Daphne King Yao, Alisan Fine Arts limited 2017 Hongkong ISBN 978-988-13426-1-4